# Vitkantad tangara
Vitkantad tangara (Melanodera melanodera) är en fågel i familjen tangaror inom ordningen tättingar.

## Utseende
Vitkantad tangara är en vacker finkliknande tangara. Hanen är distinkt med svart strupe inramat av vitt och gula kanter på ving- och stjärtpennor. Fåglar på sydamerikanska fastlandet har bjärt svavelgult i vingen som syns i flykten, medan de i Falklandsöarna är mer färglösa. Honan är genomgående streckad, men har hanens gula stjärt- och vingkanter. 

## Utbredning och systematik
Vitkantad tangara delas in i två distinkta underarter:
- M. m. princetoniana – förekommer i llanos från södra Chile och södra Argentina till Tierra del Fuego
- M. m. melanodera – förekommer på Falklandsöarna

### Familjetillhörighet
Liksom andra finkliknande tangaror placerades denna art tidigare i familjen Emberizidae. Genetiska studier visar dock att den är en del av tangarorna.

## Levnadssätt
Vitkantad tangara är en fåtalig och lokalt förekommande fågel på gräsrik stäpp i Patagonien, men lokalt vanlig på hedar i Falklandsöarna. Den kan också ses i kustnära sanddyner, mestadels vintertid. Fågeln påträffas i par eller smågrupper, födosökande på marken.

## Status och hot
Arten har ett stort utbredningsområde, men tros minska i antal, dock inte tillräckligt kraftigt för att den ska betraktas som hotad. Internationella naturvårdsunionen IUCN listar arten som livskraftig (LC).